# Dansen går...
Dansen går... (engelska: On with the Dance) är en amerikansk drama-stumfilm från 1920. Filmen är regisserad av George Fitzmaurice, med manus skrivet av Ouida Bergère. 
Filmen är baserad på Michael Mortons pjäs från 1917 med samma namn.

## Rollista
- Mae Murray – Sonia
- David Powell – Peter Derwynt
- Alma Tell – Lady Tremelyn
- John Miltern – Schuyler Van Vechten
- Robert Schable – Jimmy Sutherland
- Ida Waterman – Countess of Raystone
- Zolya Talma – Fay Desmond
- James A. Furey
- Peter Raymond
- Holmes Herbert (ej krediterad)